# Еланская (Тюменская область)
Ела́нская (тат. Көмешле) — деревня в Вагайском районе Тюменской области России. Входит в состав Карагайского сельского поселения.

## География
Деревня находится в восточной части Тюменской области, в пределах подтаёжно-лесостепного района лесостепной зоны, на правом берегу реки Иртыш, на расстоянии примерно 79 км (по прямой) к востоку от села Вагай, административного центра района. Абсолютная высота — 39 м над уровнем моря.
Часовой пояс
Деревня Еланская, как и вся Тюменская область, находится в часовой зоне МСК+2. Смещение применяемого времени относительно UTC составляет +5:00.

## Население
| 2010 |
| ---- |
| 34   |

Половой состав
По данным Всероссийской переписи населения 2010 года, в гендерной структуре населения мужчины составляли 50 %, женщины — соответственно также 50 %.
Национальный состав
Согласно результатам переписи 2002 года, в национальной структуре населения татары составляли 100 % из 31 чел.